# Semiopyla
Semiopyla là một chi nhện trong họ Salticidae.